# Gotti
«Gotti» (стилизовано под маюскул) — песня американского рэпера 6ix9ine с его дебютного микстейпа Day69 (2018). Она была выпущена 10 апреля 2018 года. Песня была написана 6ix9ine и Энтони Фламмия и спродюсирована Flamm. Она достигла высшей позиции под номером 99 в американском чарте Billboard Hot 100.

## Музыкальное видео
Премьера музыкального клипа состоялась на канале WorldStarHipHop на YouTube. В музыкальном клипе 6ix9ine находится в Доминиканской Республике на частной вилле и раздаёт деньги местным жителям на улице.

## Чарты
| Чарт (2018)                           | Высшая позиция |
| ------------------------------------- | -------------- |
| Великобритания (OCC UK Singles)       | 95             |
| США Billboard Hot 100                 | 99             |
| США Hot R&B/Hip-Hop Songs (Billboard) | 50             |